# Церква Святих Ольги і Єлизавети
Це́рква Святи́х О́льги і Єлизаве́ти (раніше церква Свято́ї Єлизавети Угорської) — чинна неоготична церква УГКЦ у Львові, на площі Кропивницького (в народі — Привокзальній). Церква збудована на пам'ять про популярну імператрицю (цісареву) Єлизавету Баварську (Габсбурґ), відому як Сісі, — дружину цісаря Австро-Угорщини Франца-Йосифа I.
Нині ця будівля є другою найвищою в місті, її висота 88 метрів.

## Історія
В останній половині XIX століття в Європі дуже інтенсивно почали розвиватися шляхи сполучення, а особливо залізничний транспорт. У західній частині Львова був споруджений залізничний двірець з інфраструктурою та почалася забудова навколишньої місцевості будинками помешкань для залізничників, так звані «коліївки». 
Місцем спорудження обрали площу Солярні, обабіч вулиці Городоцької. Вибір було зроблено так, щоб споруда церкви закривала від головного вокзалу вид на Собор Святого Юра, який був греко-католицьким, і нагадував всім хто прибував до Львова залізницею, що тут живуть українці. Будувався костел за кошти залізничників для їхньої парафії. Був проведений конкурс проєктів, в якому взяло участь 19 учасників, серед яких найкращим був визнаний проєкт під девізом «Тріо», виконаний професором Львівської політехнічної школи Теодором-Мар'яном Тальовським (1857—1910) — відомим архітектором свого часу, вихованцем політехніки Відня та Львова, учнем львівського архітектора Юліана Захаревича. Під час проєктування споруда церкви була введена в уже існуючий архітектурний ансамбль. Архітектори та будівничі вирішили спорудити майбутню церкву в традиціях готичної архітектури.
Будівництво церкви розпочалося із закладання фундаментів 25 вересня 1904 року, під керівництвом інженера Кароля Ріхтмана, костел збудовано на пам'ять про популярну імператрицю (цісареву) Єлизавету Баварську (Габсбурґ), відому як Сісі, дружину цісаря Австро-Угорщини Франца-Йосифа I. 10 вересня 1898 року, шістдесятирічну імператрицю поранив загостреним ножем у серце молодий анархіст Луїджі Лучені. Напад стався під час прогулянки по набережній Женевського озера, де цісарева мала сісти на пароплав Genève, що відпливав до міста Монтре. Не усвідомлюючи серйозності поранення, імператриця сіла на пароплав, і, стікаючи кров'ю, померла.
Убивця сподівався вбити принца королівського дому Орлеанів, проте не зміг його знайти, тож замість нього він вирішив вбити Єлизавету. Після скоєння злочину Лучені казав: «Я хотів вбити когось з королівської сім'ї, тож для мене не мало значення кого саме з них».
Під час останніх відвідин Львова 13 вересня 1903 року 73-річний Франц Йосиф I взяв участь у закладанні першого каменю під церкву. Тоді цісар саме прямував на маневри цісарсько-королівської кавалерії в околицях Комарного. Таким способом Франца Йосифа хотіли залучити до цього проєкту, використовуючи його кошти.
Скульптори: П. Війтович, Т. Блотницький, Л. Жепіховський, Ю. Шостакєвич та ін., художник — К. Сіхульський. Неоготичний стиль собору повторює багато елементів готичної архітектури: високі гостроверхі шпилі, стрільчасті вікна, портал з великою трояндою в центрі, внутрішній вертикальний простір. Петро Війтович, якого називали «львівським Фідієм», прикрасив церкву скульптурною композицією «Розп'яття з Пристоячими». На фасаді костелу у 1910 році встановлена фігура святої Єлизавети, роботи Тадеуша Блотницького.
На початку першої світової війни австро-угорський уряд конфіскував церковні дзвони на військові потреби.
Під час українсько-польської війни 1918—1919 рр. церква була пошкоджена українською артилерією. На стіні є пам'ятка «Ex obsidione ruthenorum» («З української облоги 6 і 9 березня 1919 року»).
1926 року у церкві встановили один із найбільших органів у Польщі роботи відомої польської фірми братів Домініка і Вацлава Бернацьких.
1939 року, у перші дні другої світової війни, під час бомбардування Львова поряд з церквою розірвалася авіаційна бомба, пошкодивши шпилі та стіни.
1946 року церкву закрили, залишки органних труб звалили на хорах. Оскільки влада УРСР не піклувалася про релігійні споруди і більше сприяла їхньому знищенню, безлад панував у церкві до 1970-х років, коли будівлю передали під склад.
1991 року парохом став Михайло Федорів, за якого у 1992 році розпочався інтенсивний ремонт храму. Церкву передали греко-католицькій громаді і освятили як церкву св. Ольги та Єлизавети. Він зіграв важливу роль у становленні греко-католицької парафії: проводив служби у пошкодженому храмі, де не горіли свічки і з даху крапала вода. Під час реконструкції за особистим наказом настоятеля демонтували також латинський престол, замінивши його греко-католицьким. Дипломники Львівського фахового коледжу декоративного і ужиткового мистецтва імені Івана Труша відтворили 10 скульптур апостолів (2 збереглися). 19 травня 1994 року на годинникову вежу повернули хрест, який виготовили на львівському локомотиворемонтному заводі (вага хреста 400 кг). Відновлювальні роботи в інтер'єрі тривали до 1995 року.
2013 року встановлена зовнішня підсвітка церкви.
2016 року групою художників-вітражистів (Юрій Павельчук, Олександр Личко) в церкві було встановлено перший в Україні вітражний іконостас.

## Світлини

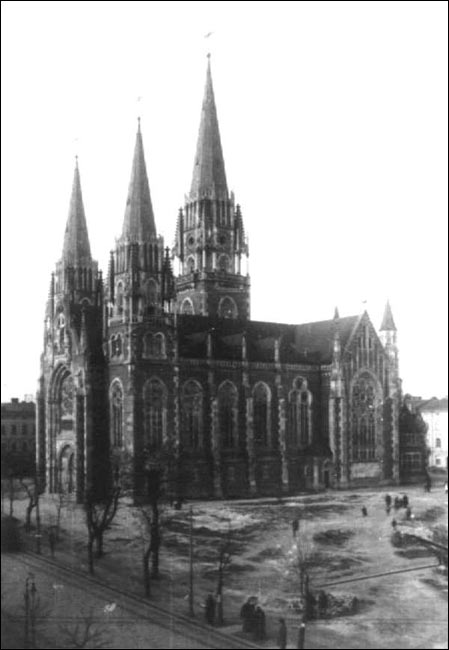
Костел Святої Єлизавети (поч. XX ст.)
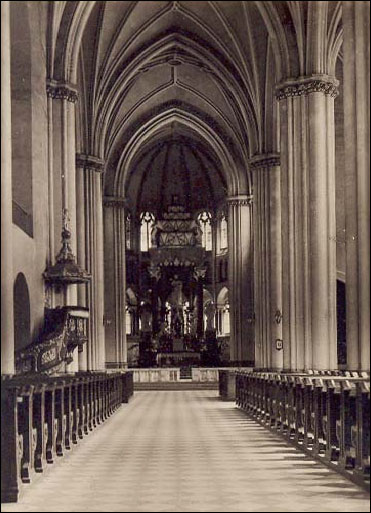
Костел Святої Єлизавети (поч. XX ст.)
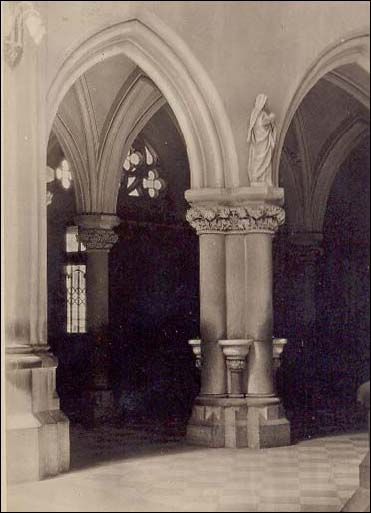
Костел Святої Єлизавети (поч. XX ст.)
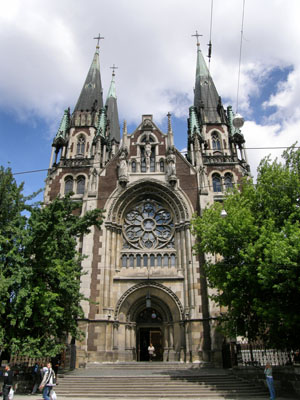
Головний вхід церкви Святої Ольги та Єлизавети.
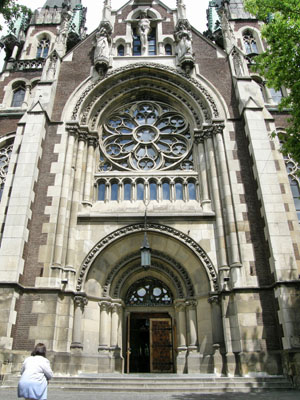
Портал
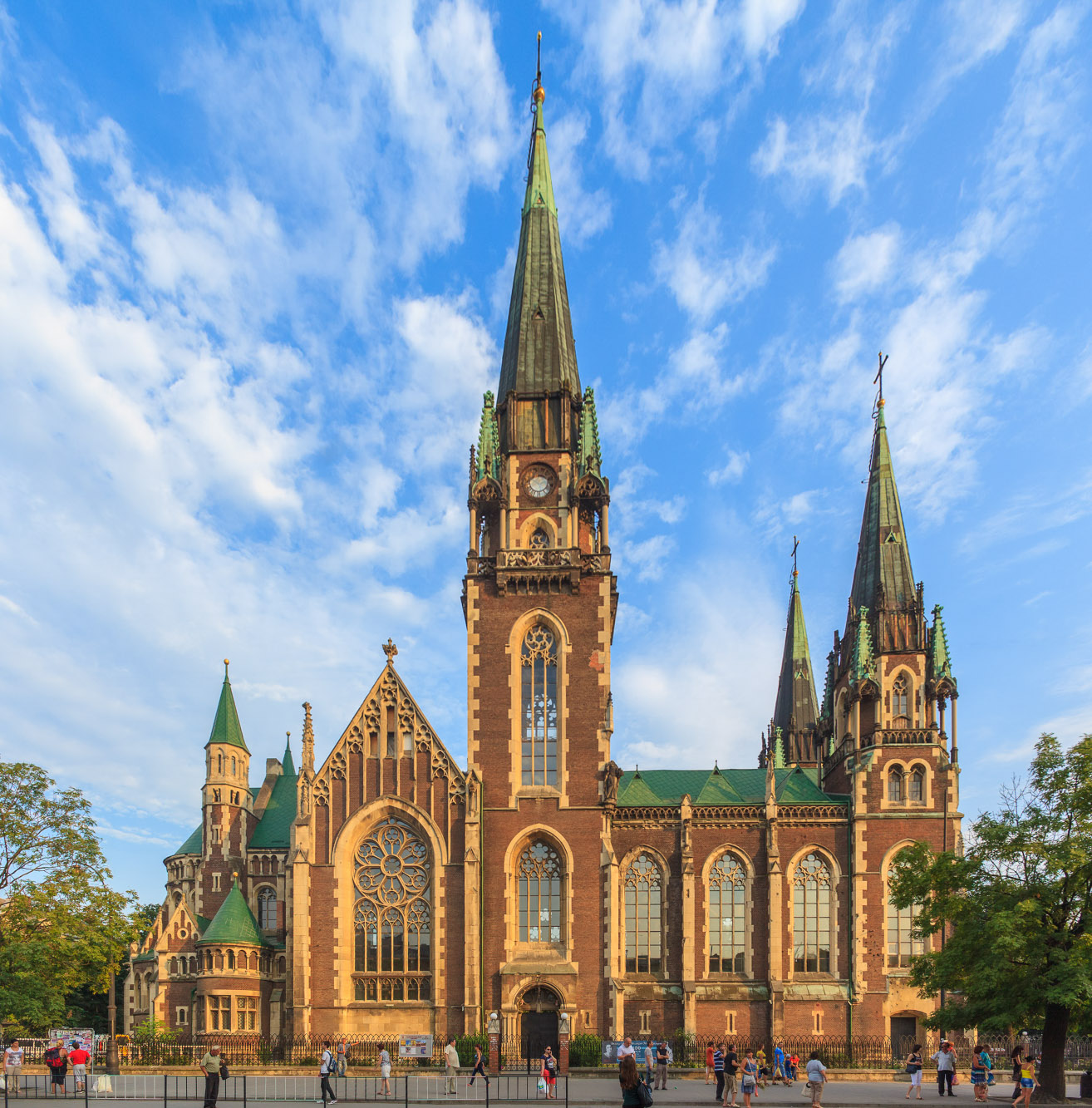
Екстер'єр
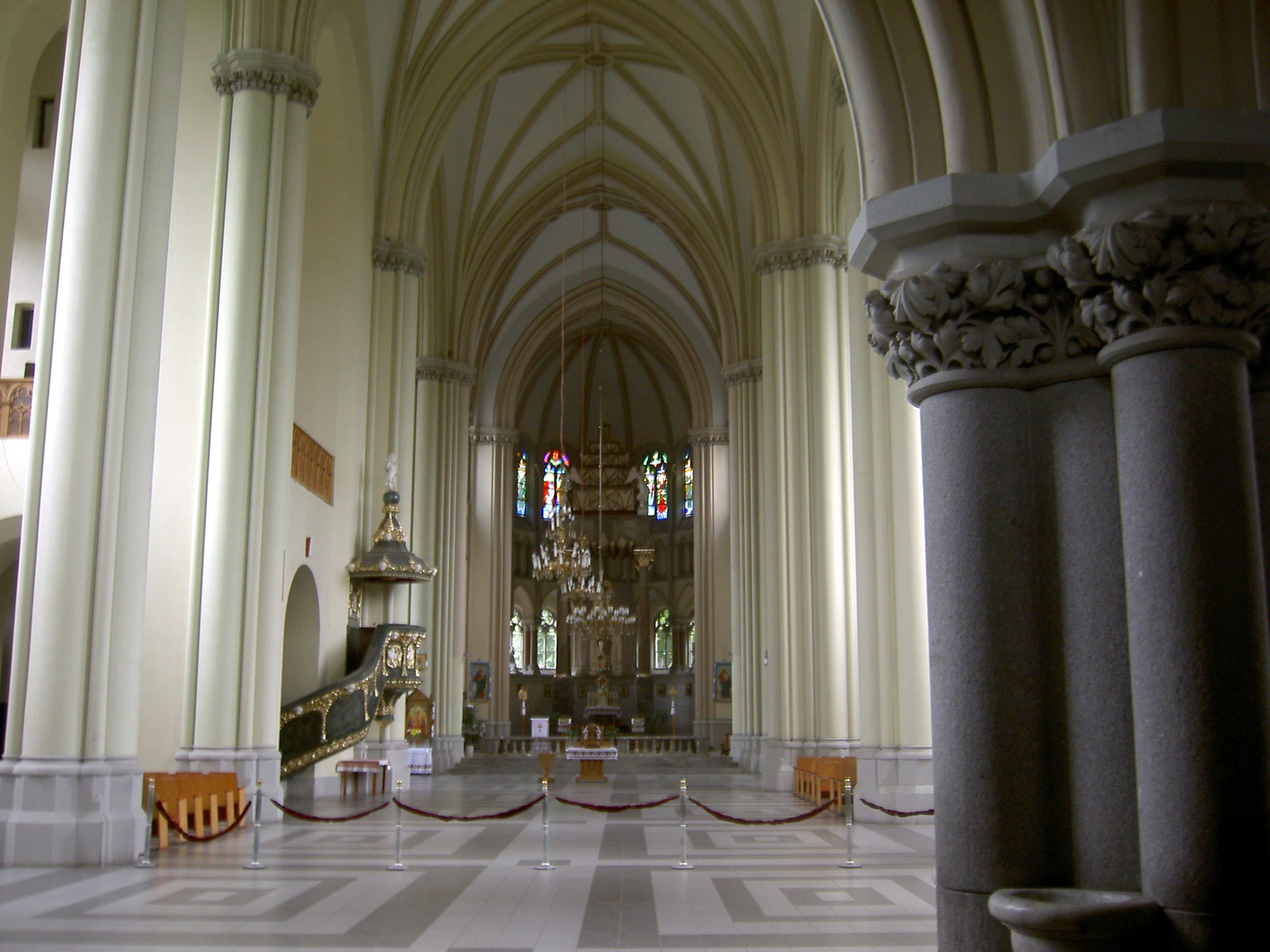
Інтер'єр
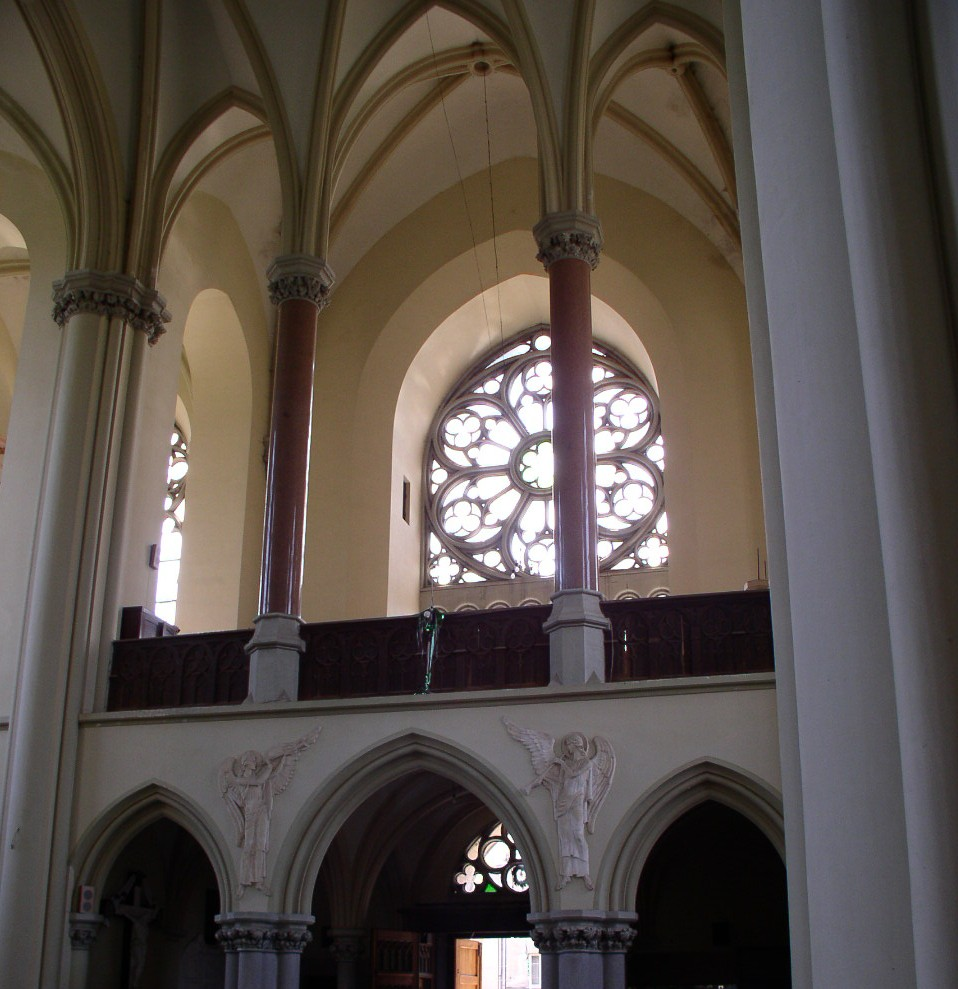
Інтер'єр
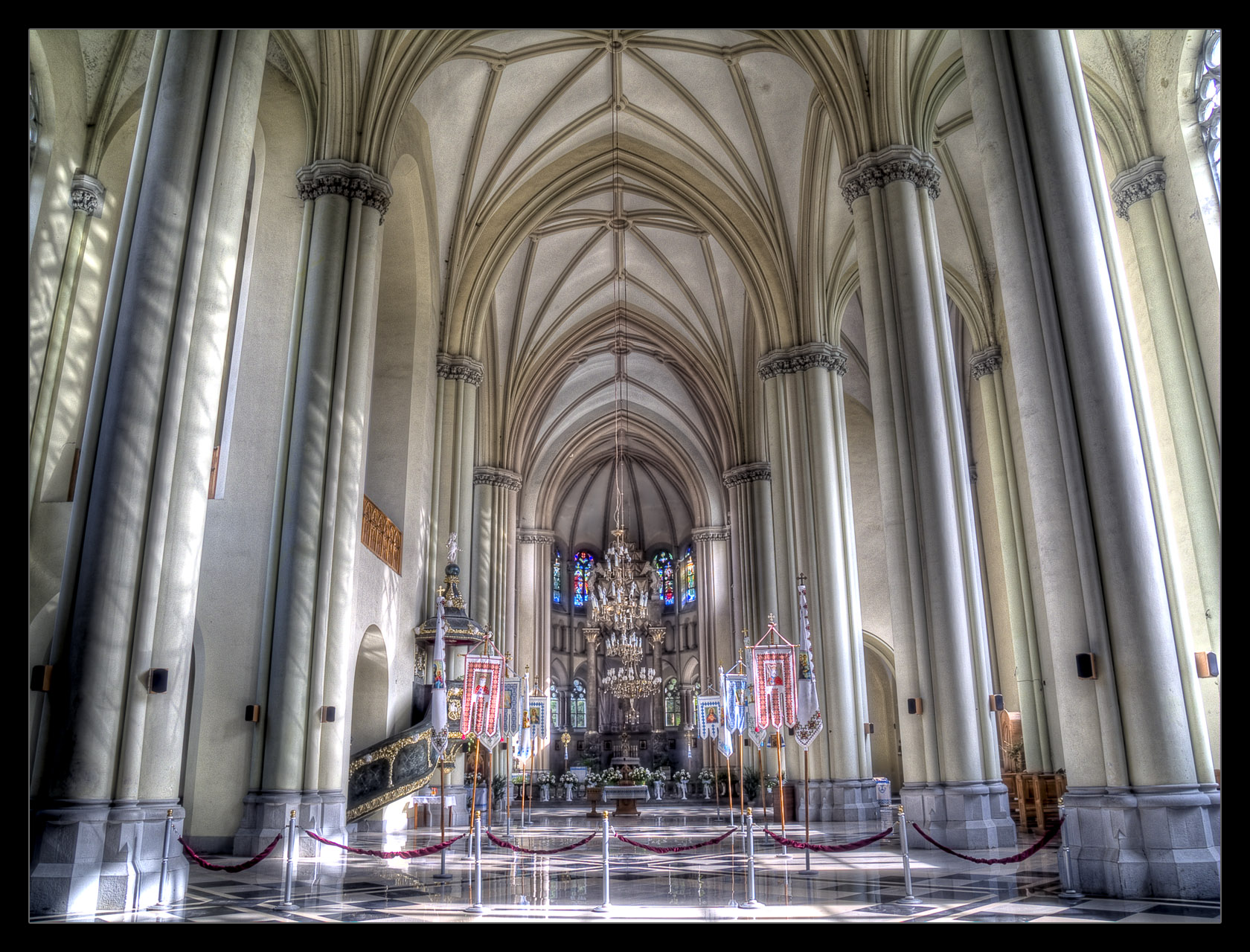
Центральна нава